# Lyijykomppania
Lyijykomppania («Ведущая компания») — финская андеграундная хэви/дум-метал-группа.
Основана в 1981 году, однако её состав сформировался двумя годами позже. Текущий состав группы оформился в 2007 году; фактически, её единственным постоянным участником является ударник и автор почти всех текстов Эса Мойланен. В группе начинали многие будущие известные представители финской метал-сцены, в частности Тимо Раутиайнен (Trio Niskalaukaus), Тапио Вильска (Finntroll, Sethian, Nightwish) и Яркко Страндман (To/Die/For). Также Lyijykomppania оказала огромное влияние на творчество группы Viikate.
В 1997 году на лейбле Jyväskylän Yliopistotelevisio был реализован документальный фильм о группе в формате Video/VHS, получивший название «О вине, смерти и конце света» (фин. Viinasta, kuolemasta ja maailmanlopusta).

## Состав

### 1981—1983, 1990—1992
- Тимо Раутиайнен (вокал, гитара)
- Олли Яатинен (бас)
- Эса Мойланен (ударные)

### 1993
- Тимо Раутиайнен (вокал, гитара)
- Тапио Вильска (бас)
- Эса Мойланен (ударные)

### 1994—1996
- Тимо Раутиайнен (вокал, гитара)
- Арто Алалуусуа (бас)
- Эса Мойланен (ударные)

### 1996—1998, 2003—2005
- Яркко Страндман (вокал, гитара)
- Лемми Линдстрём (гитара, бас)
- Эса Мойланен (ударные)

### 2006—2007
- Лемми Линдстрём (гитара, бас)
- Петтери Виртанен (вокал, бас)
- Эса Мойланен (ударные)

### 2007—
- Йони Росси (гитара)
- Петтери Виртанен (вокал, бас)
- Эса Мойланен (ударные)

## Дискография

### Студийные альбомы
- Uimakoulu (1993, Bassmania Records)
- Viimeinen voitelu (1996, RAM Disc)
- Harmaita säveliä (2005, RAM Disc)
- Sota, nälkä, rutto, kuolema (2010, RAM Disc)
- Tietoja epäonnistumisista ja päättämättömyyksistä, tai Väkivaltaa ja vääriä lääkkeitä (2018)

### Альбомы-сборники
- Lyijykomppania (1993, Bassmania Records)

### Синглы
- Ohjelmanjulistus (1992)
- Helsinki tulessa! / Isä heiluu kirveellä (2017)
- A R T / Yksinäisen tähden harhailija (2019)

### EP
- Synkkää jynkytystä (1991, Bassmania Records)
- Suden hetki (1994, RAM Disc)
- Kehitys kulkee perse edellä (2004, RAM Disc)
- Mennyt maailma (2007, RAM Disc)